# 小勞德斯·古力歐
小勞德斯·尤尼爾奇·古力歐·卡斯提歐（西班牙語：Lourdes Yunielki Gourriel Castillo Jr.，1993年10月10日—），為美國職棒大聯盟的外野手，目前效力於亞利桑那響尾蛇。他先前曾效力於藍鳥隊。

## 職業生涯

### 多倫多藍鳥
2016年8月，加盟日職失敗的古力歐成為自由球員。11月12日，他和藍鳥簽下7年2,200萬美元的合約。隔年3月，他從高階1A出發。7月中，他成功升上2A。
2018年，他在2A繳出3成47的打擊率，之後他在4月20日直升大聯盟，並在初登板敲出2支安打。4月28日，他敲出大聯盟首轟。7月27日，他達成生涯首度單場雙響砲。後來他成為大聯盟繼1911年的無鞋喬·傑克森後，首位連11場比賽敲出雙安的菜鳥球員。不過他在破紀錄當天因傷退場，最後提前結束球季。
2019年初，古力歐的打擊率僅1成75，甚至連從二壘傳球都有問題，因此他被下放到3A，並開始擔任起外野手。該年他的打擊率為2成77，並敲出20轟。守備方面，他以9次助殺成為大聯盟助殺數最多的左外野手。2020年，他的打擊率為3成08，並敲出11轟與33分打點，還一度入選金手套獎決選名單。

### 亞利桑那響尾蛇
2022年12月23日，藍鳥將古力歐和Gabriel Moreno交易到響尾蛇，換來道爾頓·瓦修。

## 個人生活
他的哥哥尤里斯基·古力歐在叛逃古巴前曾在古巴打球，之後他加盟休士頓太空人。
2018年9月21日，古力歐兄弟都在同天擊出雙響砲，寫下大聯盟紀錄。而他們的父親老勞德斯也是一名棒球員。

## 外部連結
- 球員資訊和成績在MLB ，ESPN ，Retrosheet ，Baseball Reference ，Baseball Reference (Minors) ，Fangraphs ，The Baseball Cube （英文）
- 小勞德斯·古力歐的Instagram帳戶